# Curt Mattson
Curt Gustav Mauritz Mattson (ur. 30 października 1900 w Mariehamn, zm. 13 lipca 1965 w Hanko) – fiński żeglarz, olimpijczyk.
W regatach rozegranych podczas Letnich Igrzysk Olimpijskich 1936 wystąpił w klasie 6 metrów zajmując 7. pozycję. Załogę jachtu Lyn tworzyli również Yngve Pacius, Ragnar Stenbäck, Holger Sumelius i Lars-Gunnar Winqvist.